# Hardbodies
Hardbodies (Brasil: Aventuras no Paraíso ) é um filme estadunidense de comédia sexual de 1984 sobre três homens de meia-idade que contratam um homem mais jovem para ajudá-los a conquistar mulheres na praia.
O filme foi dirigido por Mark Griffiths e estrelado por Grant Cramer, Courtney Gains e Gary Wood. Foi seguido por uma sequência de 1986 intitulada Hardbodies 2.

## Sinopse
Scotty, um vigarista que faz de tudo para se dar bem, é despejado de seu apartamento por não pagar o aluguel. Ele logo encontra três homens mais velhos e divorciados que têm muito dinheiro, porém não possuem uma característica que Scotty possui: talento com mulheres. Eles concordam em deixar Scotty ficar com eles em sua casa de praia (e pagar a ele US$600 por mês), se ele retribuir o favor ensinando-os a conquistarem mulheres.
Scotty mostra a eles como "dialogar" com as mulheres, dando-lhes uma dose do antigo BBD (Bigger and Better Deal). Ao longo dessa jornada, Scotty perde seu jeito de playboy e se apaixona pela conhecida Kristi. Kristi, conhecendo o passado de playboy de Scotty, aguenta seus altos e baixos no início do filme, mas depois insiste que ele mude seus hábitos. Scotty reconhece que Kristi é, em última análise, mais importante do que a vida vazia que ele levou até agora e muda seus hábitos.

## Elenco
- Grant Cramer como Scotty Palmer
- Teal Roberts como Kristi
- Courtney Gains como Rag
- Gary Wood como Hunter
- Darcy DeMoss como Dede
- Cindy Silver como Kimberly
- Sorrells Pickard como Ashby
- Kristi Somers como Michelle
- Michael Rapport como Rounder
- Roberta Collins como Lana
- Crystal Shaw Martell como Candy
- Kathleen Kinmont como uma patinadora bonita
- Janet Gardner como vocalista do "Diaper Rash" vocalist
- Jan Kuehnemund como guitarrista principal do "Diaper Rash"
- Tamara Ivanov como guitarrista rítmica do "Diaper Rash"
- Pia Maiocco como baixista do "Diaper Rash"
- Laurie Hedlund como baterista do "Diaper Rash"

## Produção
O filme foi originalmente feito para transmissão na Playboy Channel, mas a Columbia Pictures o escolheu para distribuição nos cinemas.

## Lançamento
Hardbodies foi lançado em Los Angeles em 4 de maio de 1984 e foi seguido por um lançamento em Nova York em 12 de maio de 1984.

## Recepção
No Metacritic, o filme tem uma pontuação de 1 em 100 com base em avaliações de 4 críticos, indicando "aversão esmagadora".